# La Cuevarruz
La Cuevarruz és un llogaret del municipi valencià d'Alpont (comarca dels Serrans). Situada a 9 quilòmetres de la vila en direcció nord per la carretera CV-350 o carretera de la Iessa a Arcos de las Salinas, desviant-se per la CV-357.
Estava formada per tres barris, un ha quedat deshabitat, les altres dos formen un nucli i tenen la peculiaritat de què un barri pertany a la Iessa i l'altre a Alpont. Els principals monuments són l'Ermita de Sant Josep, la font-aveurador i un trinquet. Junt al trinquet hi ha un frontó que segons una inscripció és de l'any 1866.
Adossada al frontó es troba l'ermita, de façana gruixuda de maçoneria, coronada per una doble espadanya, amb dos buits de diferent grandària per a sengles campanes salvades de la Guerra civil espanyola. En les dovelles de la llinda apareix l'any 1745. Existeix un Catàleg on hi ha una relació dels llenços existents en l'Ermita de La Cuevarruz.
Les Festes de Sant Josep se celebren des de temps immemorial, el diumenge següent a la Vuitena del Corpus.
En 1969 tenia 129 habitants, cementiri propi i escola mixta. En 1991 tenia 89 habitants i en 2003 tenia els següents: 63 en la part alpontina (dividits en 37 homes i 26 dones) i 39 habitants en la part iessana (23 homes i 16 dones). En 2006 viuen en la part alpontina 60 persones.